# Боалмари (подокруг)
Боалмари (бенг. বোয়ালমারী, англ. Boalmari) — подокруг в центральной части Бангладеш в составе округа Фаридпур. Образован в 1982 году. Административный центр — город Боалмари. Площадь подокруга — 272,34 км². По данным переписи 1991 года население подокруга составляло 190 159 человек. Плотность населения равнялась 698 чел. на 1 км². Уровень грамотности населения составлял 29,15 %. Религиозный состав: мусульмане — 94,1 %, индуисты — 4,8 %, христиане — 1,1 %.